# Short S.41
El Short S.41 fue un biplano monomotor británico, construido para la Marina Real en 1912. Capaz de ser operado sobre ruedas o flotadores, tuvo suficiente éxito como para que se construyeran otros dos aviones similares, y el modelo permaneció en uso hasta los primeros años de la Primera Guerra Mundial.

## Desarrollo y diseño
En 1912, el biplano tractor Short S.36, construido para Francis McClean, fue prestado a la Marina Real para usarlo en su Escuela Naval de Vuelo. Impresionado por el S.36, el Almirantazgo encargó dos biplanos tractores similares, capaces de operar con ruedas o con flotadores; el Short S.45, más pequeño, y como el S.36, propulsado por un motor de Gnome Lambda de 52 kW (70 hp) y el más grande Short S.41, propulsado por un motor motor rotativo Gnome Double Omega de 14 cilindros en dos filas, de 75 kW (100 hp).
El S.41 era un biplano tractor de dos vanos de envergadura desigual, con un fuselaje delgado de sección rectangular montado entre las alas. Fue volado por primera vez por Charles Rumney Samson el 2 de abril de 1912 con un tren de aterrizaje con ruedas, y poco después fue equipado con flotadores, que consistían en dos pontones principales debajo del fuselaje y flotadores más pequeños en las puntas de las alas y en la cola, siendo entregado a la Armada.
Después de realizar vuelos operativos durante 1912, el S.41 fue devuelto a la fábrica para revisión y para la instalación de alas plegables, que tenían bisagras para plegarse horizontalmente a lo largo del fuselaje, reduciendo el espacio de almacenamiento necesario para el mismo a bordo de un barco. En ese momento, se le asignó la matrícula "10" del RNAS. En noviembre de 1913 sufrió nuevas modificaciones, sirviendo para perfeccionar un desarrollo del mecanismo de plegado que permitía desplegar las alas desde la cabina: al mismo tiempo se le instalaron nuevas alas, similares en diseño a las del Short Admiralty Type 81 .
El mecanismo de ala plegable para aviones a bordo de barcos había sido diseñado por Horace Short, y fue objeto de una serie de patentes.

## Historia operacional
El S.41 voló con éxito en la Revista de la Flota, en Weymouth, el 8 de mayo, estando basado en el acorazado HMS Hibernia. Samson también lo utilizó para realizar vuelos de estudio de sitios potenciales para establecer estaciones de hidroaviones, lo que llevó al establecimiento de la estación de hidroaviones en Felixstowe, y para realizar las primeras pruebas de uso de la radio desde aviones.
El éxito del S.41 fue tal que el RNAS encargó dos aviones similares, con los números de fabricante S.51 y S.52, también propulsados por el Gnome de dos filas, con las matrículas 20 y 21: volaron por primera vez en abril de 1913. Estos aviones diferían del primer avión en detalles: se mejoró la sección del ala, se instalaron alerones de doble efecto y la sección sobresaliente del ala superior fue arriostrada mediante pendolones, en lugar de mediante puntales.
Al igual que el 10, se utilizaron para realizar pruebas de radio aerotransportadas, así como para realizar pruebas de equipos de varada. Permanecían en uso al comienzo de la Primera Guerra Mundial, donde, a pesar de la falta de fiabilidad del Gnome de doble fila, fueron utilizados para realizar patrullas antisubmarinas a principios de la guerra, continuando el 20 en uso desde la estación de hidroaviones en Great Yarmouth hasta julio de 1915.

## Variantes

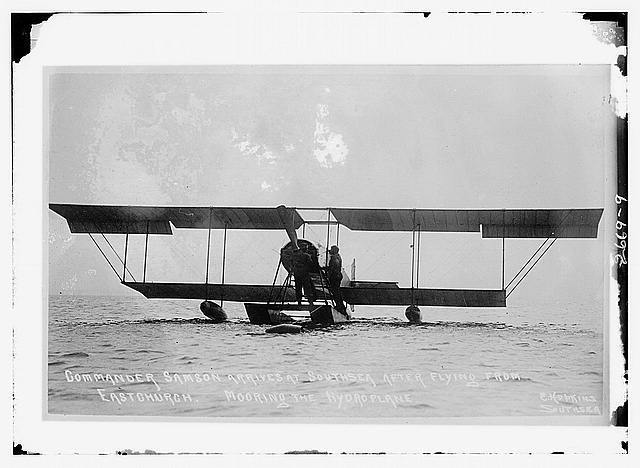
El comandante Samson llega a Southsea después de volar desde Eastchurch.

Shorts construyó un avión único, similar en diseño al S.41 pero un poco más pequeño, y lo exhibió en el Aero Show de 1913 en Olympia, Londres, con una serie de mejoras, que incluyen soportes interplanares de tubos de acero al manganeso y provisión para arrancar el motor desde la cabina. Este avión tenía el número S.53 de Shorts, y luego fue comprado por el Almirantazgo, que le asignó el número 42 del RNAS, por lo que pasó a ser conocido como Admiralty Type 42. Primero voló como hidroavión, pero luego se le incorporó un tren de aterrizaje de ruedas: de esta forma fue uno de los aviones enviados a Ostende al estallar la Primera Guerra Mundial. Samson lo dio de baja el 28 de septiembre de 1914, cuando se estrelló al despegar, debido a un fallo del motor.

## Operadores
Reino Unido
- Real Servicio Aéreo Naval

## Especificaciones
Referencia datos: Shorts Aircraft since 1900

### Características generales
- Tripulación: Dos (piloto y observador)
- Longitud: 12 m (39,4 ft) (como hidroavión; 11,15 m como avión terrestre)
- Envergadura: 15 m (49,2 ft)
- Altura: 3,6 m (11,7 ft) [2]
- Superficie alar: 42 m² (452,1 ft²)
- Peso vacío: 499 kg (1099,8 lb)
- Peso cargado: 726 kg (1600,1 lb)
- Planta motriz: 1× motor rotativo de 14 cilindros en dos filas refrigerado por aire Gnome Double Omega.
  - Potencia: 75 kW (103 HP; 102 CV)
- Hélices: Bipala de paso fijo

### Rendimiento
- Velocidad máxima operativa (Vno): 97 km/h (60 MPH; 52 kt)
- Alcance: 5 h

## Aeronaves relacionadas

### Secuencias de designación
- Secuencia S._ (interna de Short, anterior a 1921): ← S.36 - S.38 - S.39 - S.41 - S.43 - S.44 - S.45 - S.48 - S.49 - S.50 - S.51 - S.52 - S.53 - S.62 - S.80 - S.81